# Флашинг (Огайо)
Флашинг (англ. Flushing) — селище (англ. village) в США, в окрузі Бельмонт штату Огайо. Населення — 830 осіб (2020).

## Географія
Флашинг розташований за координатами 40°8′53″ пн. ш. 81°3′52″ зх. д. / 40.14806° пн. ш. 81.06444° зх. д. (40.148163, -81.064374).  За даними Бюро перепису населення США в 2010 році селище мало площу 1,59 км², уся площа — суходіл.

## Демографія
Згідно з переписом 2010 року, у селищі мешкало 879 осіб у 384 домогосподарствах у складі 225 родин. Густота населення становила 553 особи/км².  Було 426 помешкань (268/км²).
Расовий склад населення:
| - 97,6 % — білих - 1,4 % — чорних або афроамериканців - 0,2 % — корінних американців |

До двох чи більше рас належало 0,8 %. Частка іспаномовних становила 0,7 % від усіх жителів.
За віковим діапазоном населення розподілялося таким чином: 22,5 % — особи молодші 18 років, 61,2 % — особи у віці 18—64 років, 16,3 % — особи у віці 65 років та старші. Медіана віку мешканця становила 40,7 року. На 100 осіб жіночої статі у селищі припадало 96,6 чоловіків;  на 100 жінок у віці від 18 років та старших — 89,7 чоловіків також старших 18 років.
Середній дохід на одне домашнє господарство  становив 43 992 долари США (медіана — 34 688), а середній дохід на одну сім'ю — 55 493 долари (медіана — 46 875). Медіана доходів становила 38 214 долари для чоловіків та 23 750 доларів для жінок. За межею бідності перебувало 18,5 % осіб, у тому числі 23,3 % дітей у віці до 18 років та 9,9 % осіб у віці 65 років та старших.
Цивільне працевлаштоване населення становило 361 осіб. Основні галузі зайнятості: освіта, охорона здоров'я та соціальна допомога — 21,6 %, роздрібна торгівля — 17,2 %, мистецтво, розваги та відпочинок — 12,2 %, сільське господарство, лісництво, риболовля — 8,0 %.